# پم بیزلی
پاملا مورگان «پم» هالپرت (موسوم به بیزلی) یک شخصیت داستانی در مجموعه تلویزیونی کمدی اداره، با بازی جینا فیشر است. همتای وی در سریال اداره ، نسخه اصلی بریتانیایی، داون تینزلی است. شخصیت وی در ابتدا منشی در شرکت کاغذ داندر میفلین بود، و پس از آن به یک زن فروشنده و سرانجام مدیر اداره تبدیل شد تا اینکه در قسمت «پایان» از سریال رفت. شخصیت او خجالتی، رو به رشد، اما سرسختانه و متمایل به هنر است و علاقه عاشقانه به جیم هالپرت دارد، که با او در فصل چهارم شروع به قرار گذاشتن می‌کند و در ادامه سریال با او ازدواج می‌کند و با یکدیگر خانواده تشکیل می‌دهد.

## انتخاب بازیگران و توسعه شخصیت
این شخصیت در ابتدا ساخته شده بود تا شبیه به همتای بریتانیایی، داون تینسلی باشد. گرگ دانیلز، تهیه‌کننده اجرایی، حتی جزئیات جزئی، از جمله چگونگی پوشیدن موهای پم هر روز را در نظر گرفت.
فیشر خودش موظف در ایجاد یک پیشینه داستان بسیار استادانه درست شده برای شخصیت دید. برای چند فصل اول، او لیستی از تاریخچه شخصیت‌هایی را که سازندگان روی صفحه نشان داده‌اند و همچنین افکار تخیلی خودش در مورد تاریخ پم را نگه داشت. او یک قانون با بخش گریم و آرایش داشت که باید طوری او را گریم می‌کردند که پم آن را بیش از نیم ساعت طول نمی‌داد، و او ایده‌هایی که چه کسی به پم هر قطعه از جواهرات او داده‌است یا جایی که او به دانشگاه رفته‌است را داشت. فیشر همچنین شخصیت آرام پم را با دقت ساخت. وی به ان‌پی‌آر توضیح داد: «خوب، شخصیت من پم واقعاً گیر کرده‌است.»، «منظورم این است که او در این اداره زیردست است؛ بنابراین، من فکر می‌کنم که برای او تنها راهی که می‌تواند ابراز کند در سکوت است، اما شما می‌توانید خیلی چیزها را بگویید و در عین حال چیزی نگویید.»
این شخصیت که در اصل نرم و منفعل بود، با گذشت فصل‌ها قاطعانه‌تر می‌شد و باعث می‌شد فیشر در بازبینی تصور خودش ارزیابی کند. او در فصل۴ گفت «من با پم اکنون رویکرد متفاوت دارم،»، یک فصل که در آن تعریف شخصیت او در نهایت آغاز می‌شود و با جیم یک رابطه عاشقانه طولانی آغاز می‌شود و جیم در مؤسسه پرت پذیرفته می‌شود. جینا فیشر اظهار داشت: «پم در یک رابطه عاشقانه است، او صدای خود را پیدا کرده، آغاز به شرکت در کلاس‌های هنری کرده‌است. همه این موارد باید شخصیت را آگاه کند و ما باید تغییراتی در نحوه حرکت، صحبت کردن، لباس پوشیدن و غیره مشاهده کنیم.»